# Kheti I
Kheti I, hel·lenitzat com a Àctoes, fou el governador del nomós XX de l'Alt Egipte amb seu a Heracleòpolis, que vers el 2150 aC va arribar a ser regent a Memfis i, finalment, va agafar el títol de faraó i va establir la seva residència a Herakleòpolis, fundant la dinastia IX.
Es va imposar a altres nomarques i Manetó parla de la seva crueltat per a aconseguir el seu objectiu, fama amb la qual ha passat a la història. Se'l suposa mort per l'atac d'un cocodril un dia que va caure al riu en un atac de fúria, però la història de Manethó és poc versemblant. El nom Achthoes vol dir home. Va ensenyar al seu fil a través del text Ensenyança de Kheti que va escriure ell mateix.